# Ralph Neville
Ralph Neville (también llamado Ralf Nevill;c. 1207 - 1244) fue un clérigo y político inglés que fungió como obispo de Chichester y como Canciller de Inglaterra. Los primeros registros históricos de la existencia de Neville se remontan al año 1207, cuando, al parecer, se encontraba al servicio del rey Juan I. Los documentos muestran que Neville permaneció en el servicio real durante toda su vida.
En 1213, Neville tenía a su cargo el Gran Sello Real de Inglaterra, el cual representaba el consentimiento del rey si era colocado sobre un documento; cabe mencionar que esta tarea solía ser asignada al canciller y en ese momento él no lo era, sino hasta 1226. Fue premiado con el obispado de Chichester en 1222, aunque su estancia en el lugar fue breve. Más tarde fue elegido arzobispo de Canterbury y obispo de Winchester, sin embargo, ambas elecciones fueron anuladas y no ocupó ningún cargo.
Como guardián del sello, y posteriormente como canciller, Neville se destacó por su imparcialidad. Además, dirigió varios cambios en cuanto a las operaciones de la cancillería. Neville dejó de resguardar el Gran Sello en 1238, tras una disputa con el rey; no obstante, conservó el título de canciller hasta su muerte. 
Falleció en su palacio de Londres, el cual se ubicaba sobre la calle Chancery Lane, nombrada así por su conexión con la cancillería.

## Primeros años
Neville tuvo tres hermanos: Nicolás de Neville, canónigo de la catedral de Chichester; William de Neville, tesorero de la sede de Chichester; y, Robert de Neville, titular de una prebenda en Chichester. Otro posible hermano pudo haber sido Roger, quien poseía tierras en Lincolnshire. Neville fue un hijo ilegítimo, al no ser reconocido por su padre; de hecho, la identidad de este último es desconocida.
Su hermano Robert fue nombrado ministro de Hacienda, mientras que su hermano Nicolás se convirtió en barón de la Hacienda Pública. Al parecer, Ralph Neville fue pariente de Hugh de Neville, Jefe de Guardabosques del rey Juan I.
Neville fue contratado como empleado del rey en la primavera de 1207, y para diciembre de ese mismo año había ascendido y se encontraba trabajando en el Castillo de Marlborough para encargarse de los asuntos reales. Las referencias dadas por Hugh de Neville en 1207 sobre Ralph le permitieron a este último ser el futuro obispo, pero las pruebas no son contundentes. Hugh de Neville y Ralph Neville trabajaron juntos posteriormente, ambos se correspondieron tanto en asuntos de negocios como personales, e incluso afirmaban ser familiares.
Las actividades de Neville durante los años posteriores a 1207 son desconocidas, debido a la falta de registros reales, pero en diciembre de 1213 le fue dada la custodia del Gran Sello del reino. Fue Decano de Lichfield hasta el 11 de abril de 1214, ocasión en que tuvo una prebenda en la diócesis de Londres. Neville fue nombrado miembro de la Cancillería Real en 1214, principalmente por el patrocinio ofrecido por Peter des Roches, el obispo de Winchester y uno de los favoritos del rey. Desde marzo hasta octubre de 1214, Neville estuvo en Francia con el rey. Después de que el rey regresó a Inglaterra, Neville permaneció en el servicio real al menos hasta mayo de 1216, aunque sin la custodia del Gran Sello. Se desconocen qué actividades llevaba a cabo Neville antes de la repentina muerte del rey Juan I, en octubre de 1216.

## Servicio real y obispo de Chichester
Neville se hizo guardián del Sello Real con el nuevo rey, Enrique III (r. 1216–1272), el 6 de noviembre de 1218. Estuvo en la corte real a partir de mayo de 1218, y se le concedió la custodia del sello tan pronto como se fabricó. Uno de los primeros documentos posteriormente sellados fue la declaración de las cartas y derechos que no serían concedidos a perpetuidad hasta que Enrique alcanzara su mayoría de edad. Neville fue también vicecanciller de Inglaterra bajo el rectorado de Richard Marsh, que había sido elegido como obispo de Durham en 1217 y pasó la mayor parte de su tiempo atendiendo asuntos eclesiásticos en su diócesis del norte. De hecho Neville era responsable de todas las funciones del rectorado, y ejerció la mayor parte del poder de ese cargo, aunque Marsh siguió con el título de canciller hasta su muerte en 1226. Cuando la inestabilidad amenazó al gobierno real entre mayo y junio de 1219, Neville recibió la orden de Pandulfo, el legado pontificio, de permanecer en Londres con el Gran Sello, mientras se celebraba un consejo real en Gloucester. El consejo llegó al acuerdo de que el gobierno real quedara bajo el mando de Hubert de Burgh, el Justiciar, Pandulfo y Peter des Roches, el obispo de Winchester.
Neville recibió una dispensa papal por su ilegitimidad el 25 de enero de 1220, por recomendación del rey, el arzobispo de Canterbury, Stephen Langton, entre otros obispos, y el legado pontificio, cardenal Guala Bicchieri. Todos ellos testimoniaron su buena reputación y carácter. A finales de octubre fue nombrado canciller de la sede de Chichester, pero luego fue elegido obispo de Chichester alrededor del 1 de noviembre de 1222. Se le dio el control de las temporalidades del obispado el 3 de noviembre de 1222, y fue consagrado el 21 de abril de 1224. En abril de 1223, el papa Honorio III ordenó a Neville que dejara de utilizar el Gran Sello por orden del Justiciar u otros miembros del consejo de minoría, es decir, que solo podría hacerlo por orden del rey, esencialmente terminando con la minoría real. Pero no terminó sino hasta diciembre de 1223, e incluso entonces, como el rey aun no había sido declarado oficialmente mayor de edad, la prohibición de las subvenciones sin un plazo fijo permaneció en vigor.

## Lord Canciller
Neville fue nombrado Lord Canciller de Inglaterra el 17 de mayo de 1226. El nombramiento fue efectuado por el gran consejo durante la minoría de edad del rey Enrique III, y Neville obtuvo una subvención de la oficina de por vida. A diferencia de Hubert de Burgh, que perdió sus cargos cuando Enrique III alcanzó su mayoría de edad y asumió el control del gobierno, Neville continuó siendo canciller con solo ligeras discrepancias hasta 1238; aunque una confirmación del carácter vitalicio de su mandato fue hecha en 1232. Bajo el mandato de Neville, surgen los primeros signos de que la cancillería se estaba convirtiendo en un departamento del gobierno, en lugar de solo un departamento real que formaba parte de la casa real. El escritor contemporáneo Matthew Paris elogió a Neville por su actuación como canciller, afirmando que trataba a todos por igual y que era transparente en el cumplimiento de sus deberes, lo cual era importante, ya que la cancillería controlaba el acceso al rey. Neville supervisó un número de cambios en los procedimientos de la cancillería, separando las listas públicas de las cartas selladas en 1226 y revitalizando el mantenimiento de las cartas de derechos en 1227. También dictó órdenes por su propia autoridad, los llamados escritos de cursu. Neville recibió un gran número de regalos y privilegios por parte del rey mientras era canciller federal, incluido el derecho a la exención en la confiscación de sus bienes por cualquier funcionario real o secular. El rey también acordó no interferir con la ejecución de la última voluntad y testamento de Neville.
Cartas que sobrevivieron del chantre de la catedral de Chichester rogaban al obispo visitar Chichester durante la Pascua para celebrar la misa correspondiente y para afrontar los problemas acuciantes en la diócesis. Los deberes de Neville como canciller le impidieron asistir a gran parte de los negocios de su diócesis, pero contrató clérigos para administrar los oficios eclesiásticos y, en general, su relación con el cabildo de la catedral parece haber sido buena. Contrató un maestro de teología para su catedral, y apoyó a los estudiantes en las escuelas de Lincoln, Oxford y Douai. Trabajó para proteger los derechos, tierras y privilegios de su diócesis y del cabildo de la catedral de la usurpación por parte de otros, tanto seculares como clericales. En una ocasión amenazó con la excomunión del conde de Arundel o de los hombres del conde que cazaban en la tierra del obispo.
Neville fue elegido como arzobispo de Canterbury aproximadamente el 24 de septiembre de 1231 por los monjes de Canterbury, pero su elección fue anulada a principios de 1232 por el papa Gregorio IX, con base en que Neville era illiteratus o analfabeto, aunque había sido encontrado literatus en 1214 cuando fue nombrado decano; en este sentido literatus significaba "aprendido" en lugar de "alfabetizado". Otras preocupaciones eran que Simon Langton, el archidiácono de Canterbury, describía a Neville como un cortesano en lugar de un verdadero sacerdote y afirmó que el objetivo de Neville era liberar a Inglaterra de sus ataduras feudales al papado.
Además de sus deberes de cancillería, Neville ocasionalmente se reunía con los barones de la hacienda real o con justiciares reales y tuvo un papel importante en el nombramiento de estos últimos. En 1230 fue regente de Inglaterra mientras Enrique estuvo ausente en Francia, tiempo durante el cual se reunió con Llywelyn el Grande en un fracasado intento de negociar un acuerdo que permitiera resolver las disputas entre los ingleses y los galeses. En 1232, durante los acontecimientos que rodearon la caída de De Burgh, Neville, junto con Ranulfo, conde de Chester, instó a que de Burgh no debería ser removido del santuario real para hacer frente a las acusaciones en su contra. Las súplicas de Neville prevalecieron durante un tiempo, pero finalmente de Burgh fue retirado del santuario.
El rey intentó privar a Neville de la cancillería en 1236, pero el obispo replicó diciendo que como había sido nombrado durante la minoría real con el consentimiento del gran consejo, por lo tanto solo el consejo podía destituirlo. En 1238 el cabildo de la catedral de la sede de Winchester eligió como primer obispo de Winchester a William de Raley, en oposición a la elección del rey, Guillermo el obispo de Valence, y cuando esa elección fue revocada, eligieron a Neville. Su elección a Winchester fue anulada en 1239, lo que condujo a una pelea con Enrique III. Valence era tío de Leonor de Provenza, con quien Enrique se había casado en 1236. Valence había ganado mucha influencia con el rey bastante rápido, y trabajó para eliminar a los funcionarios reales más antiguos, e instituyó reformas en la administración real. Esto, junto con la disputada elección a Winchester, fue la causa de la caída de Neville. Aunque Enrique privó a Neville de la custodia del Gran Sello desde 1238 hasta 1242, Neville conservó el título de canciller hasta su muerte, dándole derecho a los ingresos que normalmente habría recibido de la oficina. El Gran Sello quedó en manos de un número menor de funcionarios, probablemente para permitir que Enrique tuviera mayor control sobre su uso, impidiendo el establecimiento de otro poderoso funcionario que pudiera interferir con sus planes, pero desconocían la base de poder que Neville había conseguido, lo cual le permitió oponerse al rey.
En 1239 a Neville se le ofreció la custodia del Gran Sello, a lo que se negó. En mayo de 1242 Neville fue una vez más responsable del Sello Real mientras Enrique estaba en Francia, aparentemente una responsabilidad compartida con el regente. Tras el retorno del rey en septiembre de 1243, Neville selló algunos documentos más con el Gran Sello hasta su muerte, unos meses más tarde.

## Muerte y escritos
Neville murió entre el 1 y el 4 de febrero de 1244, en el palacio que había construido en Londres, en lo que entonces era la calle New, que posteriormente pasó a llamarse Chancery Lane debido a que era Lord Canciller. Fue enterrado en la catedral de Chichester, detrás del altar mayor. Después de su muerte, Matthew Paris lo describió como "un hombre loable en todas las cosas, y un pilar de la fidelidad en los negocios del reino y el rey". Algunas de las disposiciones de su voluntad son conocidas: dejó algunas joyas y gemas al rey, algunas de sus tierras fueron dadas a sus sucesores como obispo, y otras tierras y elementos fueron legadas a su cabildo catedralicio en Chichester. Asimismo, dotó de una distribución de pan a los residentes pobres de Chichester, un regalo que continuó en el siglo XX. Neville también dotó de una capilla cerca de Chichester con dos sacerdotes a rezar por el alma del rey Juan.
Muchas de las cartas de Neville sobreviven, tal como fueron recopiladas por él durante su vida. Actualmente se encuentran en los Archivos Nacionales del Reino Unido, habiendo formado parte, anteriormente, del Public Record Office. Las cartas fueron publicadas en Sussex Archaeological Collections, volumen 3, en 1850 y fueron editadas por William Henry Blaauw. Neville fue un instrumento en la promoción de la carrera de su hermano William, pero otras personas, que no eran sus parientes, se beneficiaron de su mecenazgo: uno de los clérigos de Neville, Silvester de Everdon, fue un miembro de la cancillería hasta 1246, cuando fue elegido como obispo de Carlisle.